# Boicottaggio, disinvestimento e sanzioni

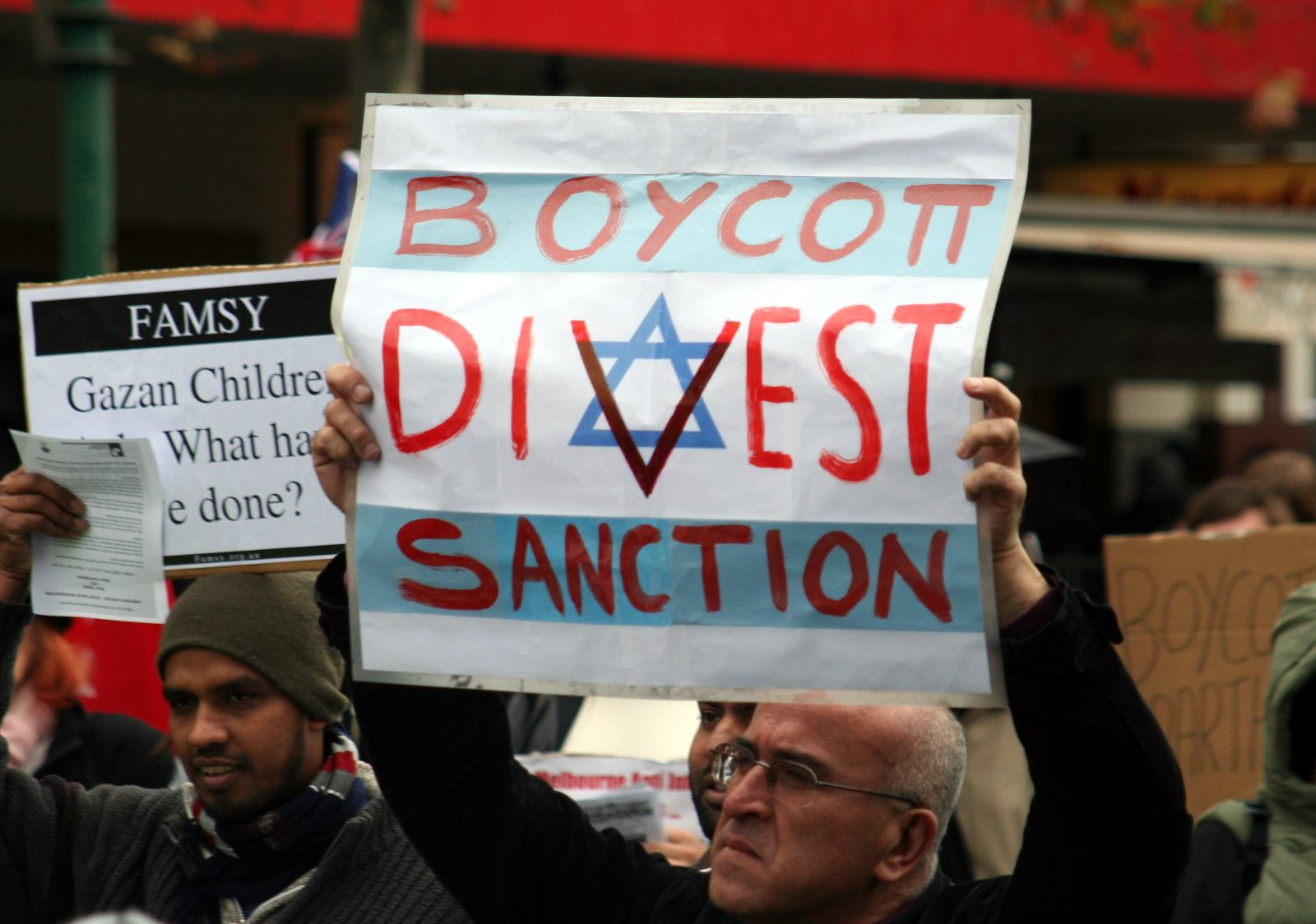
Manifestazione a Melbourne

Boicottaggio, disinvestimento e sanzioni (BDS) (in inglese: Boycott, Divestment and Sanctions) è una campagna globale di boicottaggio, disinvestimento e sanzioni contro Israele.

## Obiettivi
La campagna attuata attraverso il boicottaggio, il disinvestimento e le sanzioni ha come scopo la pressione economica e politica su Israele affinché vengano raggiunti tre obiettivi:
1. fine dell'occupazione israeliana e della colonizzazione della terra palestinese
2. piena uguaglianza per i cittadini arabo-palestinesi di Israele
3. rispetto per il diritto al ritorno dei profughi palestinesi

## Storia
La campagna è stata avviata il 9 luglio 2005 da 171 organizzazioni non governative palestinesi a sostegno della causa palestinese con il boicottaggio, il disinvestimento e le sanzioni internazionali contro Israele.
L'appello delle organizzazioni palestinesi è stato raccolto da numerose organizzazioni in tutto il mondo, di varia ispirazione politica e religiosa, comprese organizzazioni ebraiche, quali Jewish Voice for Peace o Rete Ebrei contro l'occupazione.
Nei primi mesi del 2014 Yair Lapid, ministro delle finanze israeliano, ha affermato che a causa dei boicottaggi Israele si sta avvicinando allo stesso "punto di svolta" in cui si trovò il Sudafrica prima della fine dell'apartheid, boicottaggi che non accennano a rallentare.

## Codice EAN
BDS promuove il boicottaggio anche invitando a non acquistare i prodotti che riportano "Made in Israel" o che riportano sul codice a barre il numero EAN che inizia con 729, in quanto identificativo di Israele.

## Critiche
Secondo gli studiosi Owen Alterman e Yehuda Ben Meir (membro del Partito Nazionale Religioso), il movimento BDS si fonda sulla demonizzazione e la delegittimizzazione di Israele, e incita a colpire tutti gli accademici e diplomatici israeliani senza distinzioni.
Il professor Alan Dershowitz ha definito il movimento "immorale", in quanto colpisce tutti gli israeliani invece che solo i coloni. Lo storico Norman Finkelstein - che ha spesso assunto posizioni filo-palestinesi - ha criticato il movimento affermando che fa richieste irrealistiche per nascondere il suo desiderio di distruggere Israele, e ha aggiunto che esso non dovrebbe rappresentare tutto il movimento di solidarietà con la Palestina.

### Effetti sui palestinesi
Secondo alcuni, il movimento BDS danneggia anche l'economia palestinese, facendo perdere il lavoro a quei palestinesi che lavorano in aziende israeliane.

## Controversie

### Noam Chomsky
Nel luglio 2014 Noam Chomsky, in un lungo articolo su The Nation, ha espresso dei dubbi circa alcune modalità di lotta del movimento BDS. Nell'ottobre 2017, dato l'uso strumentale di alcune parti dell'articolo, lo stesso Chomsky ha voluto precisare che le sue divergenze dal movimento BDS sono di esclusiva natura tattica e che il suo sostegno alle azioni è immutato.

### Matisyahu e il Rototom Sunsplash
Nell'agosto 2015 il festival musicale spagnolo Rototom Sunsplash ha cancellato la performance del rapper ebreo americano Matisyahu, dopo che questi si è rifiutato di firmare una dichiarazione a favore di uno Stato palestinese. Matisyahu ha definito la cosa "offensiva", dato che tra tutti gli artisti è stato bersagliato solo lui in quanto ebreo, perdipiù non israeliano. Il quotidiano spagnolo El País ha definito quello di espellere Matisyahu dal festival "un serio caso di discriminazione religiosa e politica. Lui è l'unico musicista del Rototom, finanziato con soldi pubblici, a cui è stato chiesto di fare certe dichiarazioni e, cosa peggiore, gli è stato chiesto solo per il fatto che è ebreo".
La sezione BDS di Valencia ha replicato di aver interpellato Matisyahu per via delle prese di posizione pubbliche a favore di Israele e non per la sua religione. Dopo altre critiche da parte del governo e delle comunità ebraiche spagnole, gli organizzatori del festival si sono scusati con Matisyahu e l'hanno invitato a esibirsi sabato 22 agosto.
Per i fatti del Rototom Sunsplash alcuni attivisti del movimento BDS sono stati denunciati da un privato cittadino per minacce, incitamento all'odio e violenza privata, venendo poi completamente assolti dal tribunale nel 2021.